# Eskorbuto
Gli Eskorbuto sono stati un gruppo punk rock di Santurtzi (Paesi Baschi) formati nel 1980. Sono stati tra i gruppi più influenti della scena punk spagnola. Sono diventati famosi per il carattere ed i testi molto espliciti e crudi. Sono stati inoltre tra i primi gruppi ad aver cantato canzoni punk in spagnolo. Il nome deriva dalla parola escorbuto (scorbuto in spagnolo).

## Componenti
- Jesus Maria (or Iosu) Expósito - chitarra e voce (nato il 23 dicembre 1960) - (deceduto il 31 maggio 1992 a 31 Anni).
- Juan Manuel (or Juanma) Suárez - basso e voce (dal 1982) e voce (nato l'11 Luglio 1962)  - (deceduto il 9 ottobre 1992 a 30 anni).
- Pako (or Paco, Francisco) Galán -  batteria (nato il 15 Luglio 1959).

## Discografia
- Primeros ensayos - (1982)
- Jodiéndolo Todo - (1983)
- Que Corra La Sangre - (1984)
- Zona Especial Norte - (1984) (Split con il gruppo RIP)
- Eskizofrenia - (1985)
- Anti Todo - (1986)
- Ya No Quedan Más Cojones, Eskorbuto a las Elecciones - (1986)
- Impuesto Revolucionario - (1986)
- Los Demenciales Chicos Acelerados - (1987)
- Las Más Macabras de las Vidas - (1988)
- Demasiados Enemigos - (1991)
- Akí no keda ni Dios - (1994)
- Kalaña - (1996)
- Dekadencia - (1998)